# Värntorn 75/S74
Värntorn 75/S74 bestod i huvudsak av ett torn från stridsvagn 74, kompletterat med ammunitionstransportanordning och låsanordningar för luckorna. Elverket, sambandsutrustningen och vissa anordningar för riktbegränsning är borttagna. Riktning kan föras manuellt eller maskinellt med konstant rikthastighet 70 streck per sekund (70-/s). Besättning utgjordes av gruppchef, skytt, laddare och ammunitionslangare. Värntornet utgjorde under slutet av kalla kriget en del av försvaret längs Sveriges kuster, men idag är alla skrotade. 
Kanonen tillverkades av Bofors och är halvautomatisk. Den bestod i huvudsak av:
- Eldrör med krutgasejektor, bakstycke med mekanism och avfyrningsinrättningar.
- Rekylmantel med rekylhämtinrättning, sköld och rekylskydd.
- Riktinrättningar och riktmedel.

Elevationssystemet var uppbyggt kring eldrör och bakstycket till en luftvärnskanon (7,5 cm luftvärnskanon m/36), där bakstycket vänts 90° åt höger och ändrats för att kilens vertikalrörelse ska bli vågrätt och inte lodrätt. Längden på eldröret är 60 kalibrar, det vill säga 60x7,5 cm = 4,5 m.
Projektilens utgångshastighet (Övngr m/30) är 840 m/s och den roterar med 400 varv/s. Utgångshastigheten varierade mellan olika ammunitionsslag, spränggranaten Sgr m/38 hade 630 m/s i utgångshastighet medan pansarprojektilen Slpprj m/49 hade 1150 m/s.

## Ammunition
Till värntornet användes följande typer av ammunition:
Skarp ammunition
1. Spränggranat m/38 (Sgr m/38)
2. 50 mm Spårljuspansarprojektil m/49 (Slpprj m/49)
3. Spårljuspansargranat m/43 (Slpgr m/43)

Övningsammunition
1. Övningsgranat m/30 (Övngr m/30)
2. Spårljsövningsprojektil m/30 (Slövnprj m/30)
3. Övningsgranat m/38 Övngr m/38[1]
4. 50 mm Spårljuspansarprojektil m/49 (Slpprj m/49)[1]

## Kulspruta
Till vänster om kanonen satt en parallellkopplad kulspruta (ksp m/39B strv) fäst på rekylmanteln. Kulsprutan hade elektrisk avfyrning med antingen en avfyrningsknapp på höjdrattens handtag, eller med en pedal från skyttens plats.
På värntornet fanns plats för en ytterligare kulspruta på kulsprutebågen vid observationshuven. Denna båge kan spärras i flera lägen med en hävarm och en ställarm på bågens vänstra sida. För att underlätta inställning hade den på högra sidan två balanseringsfjädrar. Dessa hjälper till att höja bågen och hålla igen när den sänks. På kulsprutebågen fanns även en pivå med låspinne för att fästa en bandlådehållare.

## Elsystemet
Tornet drivs av två seriekopplade blybatterier på vardera 12V 80Ah. De är placerade i tornets bakre del på en batterihylla med skyddande lock. Dessa blybatterier driver tre innerbelysningar, instrumentbelysning och det elektriska avfyrningssystemet för kanonen och kulsprutan samt sambandsutrustningen.
För laddning av batterierna finns ett elverk 1700A samt en batteriladdare 12V 12A

## Sambandsutrustning
Sambandsutrustningen utgörs av en Ra 121, lokaltelefonsystem och antennsystem. Antennsystemet består av en glasfiberstav som är fastskruvad på ett antennfäste. Koaxialkabel med kontaktdon utgör anslutningen till Ra 121.
Den lokala telefonsystemet består av en fälttelefonapparat m/37 som sitter i ett telefonställ på tornets högra sida. Telefonen ansluts till en kabelvinda (kabeltrumma) som sitter på tornets utsida. Förbindelsen kan utnyttjas för samband med andra anläggningar i värnets närhet inom en radie på 200 meter.